# IC 3594
IC 3594 је појединачна звијезда у сазвјежђу Береникина коса која се налази на листи објеката дубоког неба у Индекс каталогу.
Деклинација објекта је + 26° 6' 57" а ректасцензија 12h 36m 56,5s.